# Bradypodion barbatulum
Bradypodion barbatulum (безбородий карликовий хамелеон) — вид ігуаноподібних ящірок родини хамелеонових (Chamaeleonidae). Ендемік Південно-Африканської Республіки. Описаний у 2022 році.

## Поширення й екологія
Безбороді карликові хамелеони мешкають у горах Ціцікамма, Лангклуф і Куга у Капських горах на півдні ПАР. Вони живуть у заростях фінбошу, переважно на висоті понад 900 м над рівнем моря.